# Leucocelis ivoirensis
Leucocelis ivoirensis är en skalbaggsart som beskrevs av Franz Antoine 2002. Leucocelis ivoirensis ingår i släktet Leucocelis och familjen Cetoniidae. Inga underarter finns listade i Catalogue of Life.